# Топоним
Топо́ним (от др.-греч. τόπος — место + ὄνυμα — имя, название) — разряд онимов, обозначающих собственное название природного объекта (имя места и родного края) на Земле или объекта, созданного человеком на Земле. 
Топонимы изучаются наукой топонимикой, являющейся разделом ономастики.

## Классы топонимов
Среди топонимов выделяются различные классы, такие как:
- Оронимы — названия поднятых форм рельефа (гор, хребтов, вершин, холмов);
  - Спелеонимы — названия природных подземных образований;
- Хоронимы — названия любых территорий (областей, районов, государств);
  - Природные хоронимы — названия географических областей
  - Административные хоронимы — названия политических единиц и государств (кратонимы)[4]
- Урбанонимы — названия внутригородских объектов;
  - Агоронимы — названия площадей;
  - Годонимы — названия улиц;
  - Городской хороним
- Дромонимы — названия путей сообщения;
- Ойконимы — названия населённых мест;
  - Астионимы — названия городов;
  - Комонимы — названия сельских поселений;
- Гидронимы — географические названия водных объектов, в том числе:
  - Гелонимы — названия болот, заболоченных мест;
  - Лимнонимы — названия озёр;
  - Океанонимы — названия океанов;
  - Пелагонимы — названия морей;
  - Потамонимы — названия рек;
- Инсулонимы — названия островов;
- Агроонимы — названия возделанных земельных участков: пашен, полей и тому подобных объектов;
- Дримонимы (от др.-греч. δρυμός «дубовая роща, лес, роща» + ὄνομα «имя, название») — названия лесов, рощ, боров[5].

Другие термины
- квазитопонимы — потенциальные слова языка, напоминающие топонимы по лексическому содержанию и словообразовательной модели, используемые как названия вымышленных географических объектов[6] (Мухосранск);
- микротопонимы — названия небольших объектов (угодий, урочищ, сенокосов, выгонов, топей, лесосек, гарей, пастбищ, колодцев, ключей, омутов, порогов и так далее, обычно известные лишь ограниченному кругу людей, проживающих в определённом районе);
- антропотопонимы — названия географических объектов, образованных от собственного имени человека,
- неотопонимы — преднамеренное изменение названия топонима с целью уточнения характеристик реально существующего объекта; в широком смысле любое изменение названия объекта (или возвращение старого имени) представляет собой неотопоним и должно быть согласовано с прежним названием, что особенно касается названий городов, улиц, а также государств.
- этнотопонимы — топонимы, образованные от этнонимов.

В топонимах (особенно гидронимах) устойчиво сохраняются архаизмы и диалектизмы, они часто восходят к языкам-субстратам народов, живших на данной территории в прошлом, что позволяет использовать их для определения границ расселения этнических общностей (например, славян в Европе или тюркских народов и этносов на Украине).
Практическая транскрипция топонимов, устанавливающая их исходное и единообразное написание и передачу на других языках, важна для картографирования.
Среди стилистически дифференцированных вариантов топонимов наиболее многочисленными являются топонимы-коллоквиализмы, топонимы-поэтизмы, топонимические перифразы.

## Склонение топонимов в русском языке
Название географического объекта, употреблённое в функции приложения с родовыми географическими терминами город, село, деревня, хутор, река и т. п., согласуется с определяемым словом, то есть склоняется, если топоним русский, славянский или давно заимствован и освоен русским языком.
Правильно: в городе Москве (не в городе Москва), в городе Санкт-Петербурге, у города Ишимбая, из города Киева, над городом Парижем; в деревню Петровку, под хутором Михайловским; на острове Валааме, на берегу реки Волги, на Зелёном мысе (не на мысе Зелёный), долина Сухого ручья (не долина ручья Сухой).
Географические названия, употребляемые в сочетании с родовым словом, обычно не склоняются, если:
- название по своей форме соответствует множественному числу: в городе Великие Луки, в городе Бережаны;
- род обобщающего термина не совпадает с родом имени собственного: в селе Углянец, на озере Байкал.

Последнее не распространяется на сочетания со словом город. Правильно: из города Самары, в городе Москве. Вариант в городе Москва не соответствует литературной норме.
Топонимы среднего рода, являющиеся приложениями и оканчивающиеся на -е, -о, не склоняются: между сёлами Молодечно и Дорожно, до города Гродно, из города Видное (это не относится к названиям на -ово, -ёво, -ево, -ино, -ыно).
Правильно: в Великих Луках, в Углянце, из Видного, но: в городе Великие Луки, в селе Углянец, из города Видное.
Русские и другие славянские топонимы на -ов(о), -ёв(о), -ев(о), -ин(о), -ын(о) традиционно склоняются: храм в Осташкове, вокзал в Венёве, старый город в Лю́блине, телебашня в Останкине, дача в Переделкине, шоссе к Строгину́, строительство в Новокосине́, маршрут из Люблина́, политехнический колледж в Колпине. Вспомните у М. Ю. Лермонтова: Недаром помнит вся Россия про день Бородина́!
В XX веке сложилась тенденция к употреблению несклоняемого варианта названий на -ово, -ёво, -ево, -ино, -ыно, что теперь считается допустимым: в Люблине́ и в Люблино́, в сторону Строгина́ и в сторону Строгино́, в Иванове и в Иваново, из Простоквашина и из Простоквашино, до Косова и до Косово. При этом склоняемый вариант отвечает внутренним закономерностям русского языка и соответствует литературной норме. В XXI веке наблюдается возврат к традиционной норме.
Названия, имеющие форму полного прилагательного, как правило, склоняются: в городе Железнодорожном, на Красной площади, на Зелёном проспекте (не на проспекте Зелёный), на Ладожском озере, по Белой реке, в Баргузинском заповеднике, на Гыданском полуострове, на Русском острове, в Мозамбикском проливе, в Силезском воеводстве.

## Элементы топонимов

### Русскоязычные
- влад — (Владивосток, Владикавказ)
- град — (Калининград, Волгоград, Новоград-Волынский)
- город — (Ивангород, Ужгород, Новгород, Белгород, Миргород)
- горск — гора (Магнитогорск, Саяногорск)
- дар — (Екатеринодар, Краснодар)
- рецк — река (Белорецк, Сестрорецк)
- соль — (Соль-Илецк, Усолье)
- усть — устье реки (Усть-Луга, Усть-Каменогорск, Устюг)
- ям — ямской, почтовый (Ям-Тёсово, Гаврилов-Ям)
- яр — крутой, возвышенный берег (Красный Яр, Красноярск)

### Немецкоязычные
- ау / ауэ (нем. au, aue) — речная долина (Шпандау, Ауэрбах)
- берг (нем. berg) — гора (Кёнигсберг, Кройцберг)
- бург (нем. burg) — крепость, замок (Гамбург, Оренбург)
- гоф / хоф (нем. hof) — двор (Петергоф, Темпельхоф)
- дорф (нем. dorf) — деревня (Дюссельдорф, Мариендорф)
- штадт, штет, штедт (нем. stadt, stätt, stedt, städt) — город, место (Кронштадт, Айхштетт, Райнштедт)
- роде / рода (нем. rode, roda) — поселение на месте лесной вырубки (Вернигероде)
- фельд / фельде (нем. feld, felde) — поле, поляна (Мариенфельде, Билефельд)
- фурт (нем. furth, furt) — брод (Швайнфурт, Фурт-им-Вальд, Клагенфурт)
- хаузен (нем. hausen) — дом (Заксенхаузен, Шёнхаузен)
- хафен (нем. haven) — гавань, порт (Бремерхафен, Людвигсхафен)

### Англоязычные[англ.]
- абер (англ. aber, из брит.) — устье, слияние (Аберистуит, Абердин)
- берн, борн (англ. burn, bourne) — ручей, небольшая река (Блэкберн, Борнмут, Истборн)
- боро, бро, бург, бери (англ. borough/brough/burgh/bury) — укреплённое поселение, форт (Скарборо, Мидлсбро, Эдинбург, Кентербери)
- бридж (англ. bridge) — мост (Кембридж)
- валли/вэлли (англ. valley) — долина, впадина (Уэст-Валли-Сити, Скво-Вэлли, Апл-Валли, Вэлли)
- дейл (англ. dale) — долина, участок в аренду, огород (Рочдейл)
- инвер (англ. inver, из гойд.) — устье, слияние (Инвернесс)
- кастер, честер, стер (англ. caster/chester/cester) — от лат. castra, лагерь, укрепление (Ланкастер, Манчестер, Глостер, Лестер)
- кил (англ. kil, из гэльск. cill) — монашская келья, старая церковь (Килмарнок, Килкенни)
- ленд (англ. land) — земля (Ратленд, Портленд)
- пул (англ. pool) — гавань (Блэкпул, Хартлпул, Ливерпуль)
- сток (англ. stoke) — хозяйство, усадьба (Сток-он-Трент, Сток-Мандевилл)
- таун (англ. town) — городок, местечко (Джорджтаун)
- тон (англ. ton) — усадьба, поместье, имение (Болтон, Брайтон, Паддингтон)
- торп (англ. thorpe, thorp, из др.-англ. þorp) — раннее поселение, деревушка (Сканторп)
- филд (англ. field) — поле, расчищенная от леса поляна (Шеффилд, Честерфилд)
- форд (англ. ford, forth) — брод (Оксфорд)
- хилл (англ. hill) — холм (Ноттинг-Хилл, Бен-Хилл)
- хэм/гем/шем/ем/эм (англ. ham) — усадьба, ферма (Вест Хэм[англ.], Бакингем, Луишем, Ротерем, Ньюэм)
- эйвон (англ. avon, из валл. afon) — река (Эйвон)

См. также приложения 1 и 2

### Испаноязычные
- альто (исп. alto) — верхний (Альто-Парана, Альто-Лусеро)
- альта (исп. alta) — верхняя (Альта-Рибагорса, Рибера-Альта)
- баха (исп. baja) — нижняя (Баха-Калифорния, Плана-Баха, Баха-Верапас)
- вилья (исп. villa) — городок, посёлок (Вилья-Алегре, Вилья-де-Сарагоса)
- гранде (исп. grande) — большой, великий (Рио-Гранде, Кочоапа-эль-Гранде, Кучилья-Гранде)
- исла (исп. isla) — остров (Исла-Майор, Исла-дель-Кармен)
- кабо (исп. cabo) — мыс (Кабо-Сан-Лукас, Сан-Хосе-дель-Кабо)
- кампо (исп. campo) — поле (Кампо-Чарро, Кампо-де-Сан-Педро)
- крус (исп. cruz) — крест (Пуэрто-ла-Крус, Санта-Крус)
- ларго (исп. largo) — длинный (Серро-Ларго, Ларго-дель-Сур)
- майор (исп. mayor) — больший, старший, главный (Исла-Майор, Карбонеро-эль-Майор)
- менор (исп. menor) — малый, меньший (Мар-Менор, Менорка)
- негро (исп. negro) — чёрный (Рио-Негро, Герреро-Негро, Серро-Негро)
- нуэво (исп. nuevo) — новый (Нуэво-Леон, Нуэво-Берлин, Камеро-Нуэво)
- нуэва (исп. nueva) — новая (Нуэва-Эспарта, Севилья-ла-Нуэва)
- плая (исп. playa) — пляж (Плая-дель-Кармен, Плая-Хирон)
- пунта (исп. punta) — мыс, выступ, оконечность (Пунта-Кана, Пунта-дель-Дьябло)
- пуэнте (исп. puente) — мост (Пуэнте-дель-Конгосто, Пуэнте-ла-Рейна)
- пуэрто (исп. puerto) — порт (Пуэрто-Рико, Пуэрто-Вальярта)
- рио (исп. río) — река (Рио-Гранде, Торрес-дель-Рио)
- сан/санто (исп. san, santo) — святой (Сан-Хосе, Санто-Доминго|Санто-Доминго (значения)|Санто-Доминго)
- санта (исп. santa) — святая (Санта-Барбара, Санта-Мария)
- серро (исп. cerro) — холм, гора (Серро-Асуль, Серро-Браво, Серро-Ларго)
- сьерра (исп. sierra) — горная цепь (Сьерра-Маэстра, Сьерра-Морена, Сьерра-Мадре)
- сьюдад (исп. ciudad) — город (Сьюдад-Хуарес, Сьюдад-дель-Плата)
- тьерра (исп. tierra) — земля (Тьерра-Амарилья, Тьерра-де-Кампос), множ. ч. тьеррас (исп. tierras) — земли (Тьеррас-Альтас, Тьеррас-дель-Бурго)
- фуэнте (исп. fuente) — фонтан, источник, родник (Фуэнте-Вакерос, Фуэнте-де-Пьедра)

### Португалоязычные
- алту (порт. alto) — верхний (Алту-Алентежу)
- алта (порт. alta) — верхняя (Понти-Алта-ду-Норти, Кунья-Алта)
- илья (порт. ilha) — остров (Илья-Гранди, Ильеус)
- кабу (порт. cabo) — мыс (Кабу-Фриу, Кабо-Верде — устоявшееся)
- нова (порт. nova) — новая (Вила-Нова-ди-Гая, Нова-Лима)
- прая (порт. praia) — пляж (Прая, Прая-Гранди)
- порту (порт. porto) — порт (Порту, Порту-Алегри)
- риу (порт. rio) — река (Риу-Бранку, Рио-де-Жанейро — устоявшееся)
- сан (порт. são) — святой (Сан-Паулу)
- терра (порт. terra) — земля (Терра-Алта)

### Ираноязычные
- абад[10] — процветающий, благоустроенный (город) (Исламабад, Хайдарабад)
- канд — город (Самарканд) (кент — тюркизированная форма: Ташкент)
- об (аб, ап) — (Обь (предположительно), Варзоб)

### Тюркские
- агай, агач, агаагач — дерево (Кош-Агач), Сарыагаш
- ак — белый[11][12]; мола — могила (Акмола)
- алма — яблоко (Алматы), Алмалык)
- алтын — золото, золотой (Алтынташ, Алтынту)
- балык — рыба, рыбный (Карабалык, Балаклава)
- баш — голова, главный (Башкортостан, Карабаш)
- даг — гора (Аюдаг, Карадаг, Улуг-Даг)
- елга — река[13] (Коелга, Сак-Елга)
- кара — чёрный (Каратау)
- коль, куль, холь, кёюль — озеро (Иссык-Куль)
- кум — песок, пустыня (Кызылкум, Каракум)
- кызыл — красный (Кызыл)
- сары — жёлтый (Сарыозек, Саратов — от слов сары+тау)
- су (суг) — вода, река (Мрас-Су)
- тау — гора (Ямантау)
- таш (даш, тас) — камень (Ташкент)
- темир, тимер — железо (Темиртау)
- яна, жана — новый (Янаул), (Жанатас)
- чешма — родник (Чешма-баш, Чишмы)
- хар — снег или лед (Харабад)

### Монгольские
- аршан — целебный источник (Аршан)
- бага — маленький
- баруун — западный
- боро — серый
- булаг — родник
- гол — река, долина (Халхин-Гол, Хи-Гол)
- горхон — ручей
- дабан — перевал (Хамар-Дабан)
- доодо — нижний
- дунда — средний
- дээдэ — верхний
- ехэ — большой (Ихе-Гол)
- жалга (ялга) — овраг (Саган-Жалгай)
- зүүн — восточный
- мурэн (бур. мүрэн, монг. мөрөн) — крупная река (Зун-Мурин)
- нуур — озеро (Кукунур, Хулун-Нур)
- сагаан (цаган) — белый
- сарьдаг (сардык) (бур. һарьдаг) — голец (Мунку-Сардык)
- угун (усун) (бур. уһан, монг. ус) — вода
- улаан — красный (Улан-Удэ)
- урда — южный (Урда-Ока)
- хада — гора
- хара — чёрный (Харагун)
- хойто — северный (Хойто-Ока)
- хото — город (Хух-Хото)
- хушуу(н) — мыс, выступ
- шара — жёлтый (Шарагол)
- шэнэ — новый[14]

### Тунгусо-маньчжурские
- амнунда — поляна (по другим данным — наледь)
- амут — озеро
- арба — мель
- ая — красивое, хорошее место
- аян — старица, залив (Аян)
- бира — река (Бурея)
- буга — местность, холм (Богучаны, Букачача)
- даван — перевал
- инга (эвенк. иӈа) — песок, галька
- кочо — изгиб реки
- кута — трясина (Усть-Кут)
- маракта — поросль низкой берёзы
- му — вода (Муя)
- неру — хариус (Нерюнгри)
- олло — рыба
- юктэ — ключ, родник[14]

### Енисейскоязычные
- сес, зас, сет, шет, чет, тет (кет. сесь, котт. šet, арин. set, пумп. tet) — река (Тайшет, Тегульдет)
- уль, куль (кет. уль, ассан. ul

, арин. kul) — вода

### Финскиеикарельские
- йоки, ёки (фин. joki, карел. jogi) — река (Куркиёки)
- муста (фин. musta, карел. mustu) — чёрный
- мяки (фин. mäki, карел. mägi) — холм
- саари (фин. saari, карел. suari) — остров (Суйсарь, Шушары)
- суо (финск., карел. suo) — болото (Суоярви)
- ярви (фин. järvi, карел. jarvi) — озеро (Петяярви)
- ранта (фин. ranta, карел. randu) — берег (Лаппеэнранта)
- похья (фин. pohja, карел. pohju) (русифицированный вариант «пога») — дно, основа / север (Лахденпохья; Кондопога)
- лахти (фин. lahti) — залив
- лохи — лосось
- ваара (фин. vaara) — гора, сопка (Лумиваара)

### Латышские
- акменс — камень (мыс Акменьрагс — мыс Каменный Рог)
- аугстс — высокий (Аугшземе — Верхняя земля)
- грива — устье (Даугавгрива — Устье Даугавы (Двины), Усть-Двинск (микрорайон в Риге))
- земе — земля (Курземе)
- калнс — гора, холм (Зиепниеккалнс — Гора Мыловаров)
- межс — лес (Межапаркс — Лесопарк)
- муйжа — усадьба, хутор (Закюмуйжа — Заячья усадьба)
- пилс — замок, город (как производное от замка) (Даугавпилс — Город на Даугаве (Двине))
- сала — остров (Закюсала — Заячий остров)
- упе — река (Лиелупе — Большая река)
- циемс — посёлок (Межциемс — Лесной посёлок)
- эзерс — озеро (озеро Балтэзерс — Белое озеро)

### Литовские
- акмуо — камень
- аукштас — высокий (Аукштайтия)
- бала — болото
- балтас — белый
- гиря — лес
- друска — соль (Друскининкай)
- жаляс — зелёный
- жямас — низкий (Жемайтия)
- каймас, соджюс — деревня
- калнас — гора (Антакальнис)
- лаукас — поле
- молис — глина
- науяс — новый (Науяместис — новый город)
- пиева — луг
- раудонас — красный (Раудоне)
- сянас — старый (Сянаместис — старый город)
- упе — река
- шилас — бор
- иажярас — озеро
- йуодас — чёрный[15]

### Мордовские
- эрз. лей, мокш. ляй — река[16]
- эрз. эрьке, мокш. эрьхке — озеро[16]

### Японские
- -хама (-hama, 浜) для пляжа, например Хамамацу;
- -ханто (-hantō, 半島) для полуострова, например, Идзу-ханто;
- -иси (-ishi, 石) или -ива (-iwa, 岩) для скалы, например, префектура Исикава, префектура Ивате;
- -идзуми (-izumi, 泉) для источников, например, Хираидзуми;
- -кайкё: (-kaikyō, 海峡) для пролива, например, Бунго;
- -кава (-kawa, 川) или -гава (-gawa, 河) для реки; например, Асакава;
- -ко (-ko, 湖) для озера, например, Бива-ко;
- -ока (-oka, 岡) для холма, например, Фукуока;
- -саки (-saki, 崎) или -мисаки (-misaki,岬) для мыса, например, город Миядзаки;
- -сан или -зан (-san или -zan, 山) или -яма для горы, например, префектура Яманаси, Асо-сан;
- -сава или -зава (-sawa или -zawa, 沢) для болота, например, Мидзусава;
- -сима или -дзима (-shima или -jima, 島) или -то (-tō) для острова, например, Иодзима, Окинава-хонто;
- -тани или -дани (-tani или -dani, 谷) для долины;
- -ван (-wan, 湾) для мыса или залива; например, Сагами-ван.